# Hamtaro
Hamtaro (jap. とっとこハム太郎, Tottoko Hamutarō) ist eine Manga-Serie von Ritsuko Kawai. Sie handelt von den Abenteuern einiger Hamster und wurde als Anime und in Form mehrerer Videospiele adaptiert.

## Handlung
Hamtaro ist das Haustier der Fünftklässlerin Laura. Er ist ein Goldhamster mit einer unersättlichen Neugier. Zusammen mit den „Ham-Ham-Freunden“, einer Gruppe von Hamstern, wird er in jeder Folge mit alltäglichen Problemen konfrontiert.

## Charaktere

### Ham-Hams
| Japanischer Name                                                 | Deutscher Name | Besitzer                       |
| ---------------------------------------------------------------- | -------------- | ------------------------------ |
| Hamutaro (ハム太郎 Hamutarō, manchmal ハム太郎くん Hamutarō-kun) | Hamtaro        | Laura                          |
| Ribbon (リボンちゃん Ribon-chan)                                 | Bijou          | Maria                          |
| Taisho (大将君 oder タイショーくん Taishō-kun)                   | Boss           | keiner, er ist ein Feldhamster |
| Koushi (こうしくん Kōshi-kun)                                    | Muuknus        | Kana                           |
| Maido (まいどくん Maido-kun)                                     | Juppidu        | Goldie, Supermarkt-Besitzer    |
| Megane (めがねくん Megane-kun)                                   | Noki           | Curtis, ein Optiker            |
| Mafura (マフラーちゃん Mafura-chan)                              | Pashmina       | June                           |
| Chibimaru (ちび丸ちゃん Chibimaru-chan)                          | Didu           | Kylie                          |
| Noppo (のっぽくん Noppo-kun)                                     | Schlaxo        | Yume                           |
| Torahamu-chan (トラハムちゃん)                                   | Tikali         | Hillary                        |
| Torahamu-kun (トラハムくん)                                      | Tiko           | Noel                           |
| Neteru (ねてるくん Neteru-kun)                                   | Ratzi          | keiner, er ist ein Feldhamster |
| Panda (パンダくん Panda-kun)                                     | Panda          | Mimi                           |
| Kaburu (かぶるくん Kaburu-kun)                                   | Keppi          | Kip und Sue                    |
| Tongari (トンガリくん Tongari-kun)                               | Iro            | keiner, er ist ein Feldhamster |
| Lapis oder Lapis-chan (ラピスちゃん Rapisu-chan)                 | Lapisa         | Maggie                         |
| Lazuli oder Lazuli-chan (ラズリーちゃん) Razurii-chan            | Lazula         | Maggie                         |

### Andere
| Japanischer Name                                                     | Deutscher Name | Besonderes                     |
| -------------------------------------------------------------------- | -------------- | ------------------------------ |
| Hiroko Haruna (春名ヒロ子 Haruna Hiroko) oder Roko-chan (ロコちゃん) | Laura Haruna   | ist die Besitzerin von Hamtaro |
| Burandon (ブランドン) oder Don-chan (どんちゃん)                     | Brando         | Lauras Hund                    |

## Veröffentlichung
Der Manga erschien in Japan bei Shogakukan in drei Bänden. Viz Media brachte diese auch auf Englisch heraus.

## Animeserie
Unter der Regie von Osamu Nabeshima produzierte TMS Entertainment eine Adaption des Mangas für das Fernsehen. Dafür entwarfen Junko Yamanaka und Masatomo Sudō das Charakterdesign und Akira Furuya übernahm die künstlerische Leitung. Produzenten waren Noriko Kobayashi, Sachiko Yoshida und Yuoh Sekita. Die Zeichentrickserie lief zwischen dem 7. Juli 2000 und dem 31. März 2006 beim japanischen Fernsehsender TV Tokyo.
Die Serie wurde unter anderem in den USA (auf Cartoon Network), Kanada (auf YTV), Großbritannien, Italien, Deutschland (auf RTL II), Argentinien, Brasilien, Chile, Mexiko, Philippinen, Malaysia, Thailand, Indonesien, Singapur, Hongkong, Australien und Neuseeland ausgestrahlt. 2003 wurden die ersten 12 Folgen in Deutschland auf VHS und DVD veröffentlicht.

### Synchronsprecher
| Rolle (jp./dt.)            | Japanischer Sprecher (Seiyū) | Deutscher Sprecher             |
| -------------------------- | ---------------------------- | ------------------------------ |
| Hamtaro                    | Mamiya Kurumi                | Sabine Manke                   |
| Ribbon/Bijou               | Murai Kazusa                 | Ghadah Al-Akel Daniela Reidies |
| Koushi/Muuknus             | Aikawa Rikako                | Frank Schröder                 |
| Taisho/Boss                | Itou Kentarou                | Gerrit Schmidt-Foß             |
| Mafura/Pashmina            | Sakuma Rei                   | Ilona Otto                     |
| Megane/Noki                | Suzuki Chihiro               | Michael Pan                    |
| Hiroko Haruna/Laura Haruna | Ikezawa Haruna               | Melanie Hinze                  |
| Taichi Kimura/Timmi        | Asakawa Yuu                  | Sebastian Schulz               |

### Musik (Japan)
Die Musik der Serie stammt von Motoyoshi Iwasaki. Für den Vorspann wurde das Lied Tottoko no Uta von Hamuchanzu in drei verschiedenen Versionen verwendet. Die Abspanne wurden mit folgenden Titeln unterlegt:
- 200% no Jumon von Team le TAO
- Te wo Tsunagou von Hamuchanzu
- Minihams no Ai no Uta von Minihams
- Saikin Hayari no Meiku Uta von The Kanamori

## OVA und Filme
Der Animeserie folgten diverse Adaptionen als Original Video Animation und Anime-Film.
Original Video Animations
- Hamutaro no Otanjōbi - Mama o Tazunete Sanzen Techitechi (ハム太郎のおたんじょうび～ママをたずねて三千てちてち～), 2002, 40 min
- Hamuchanzu no Takara Sagashi Daisaku - Hamuhaa! Sutekina Umi no Natsuyasumi (ハムちゃんずの宝さがし大作戦～はむはー！すてきな海のなつやすみ～), 2003, 43 min
- Hamuchanzu to Niji no Kuni no Ōji-sama - Sekai de Ichiban no Takaramono (ハムちゃんずと虹の国の王子さま～せかいでいちばんのたからもの～), 2004, 38 min
- Hamuchanzu no Mezase! Hamuhamu Kin Medal (ハムちゃんずのめざせ！ハムハム金メダル ～はしれ！はしれ！だいさくせん～), 2004, 35 min

Filme
- Hamu Hamu Land Daibōken (ハムハムランド大冒険), 2001, 50 min
- Ham Ham Ham - Ja! Maboroshi no Princess (ハムハムハムージャ！幻のプリンセス), 2002, 50 min
- Ham Ham Grand Prix Aurora Tani no Kiseki - Ribon-chan Kikiippatsu! (ハムハムグランプリン オーロラ谷の奇跡 ～リボンちゃん危機一髪！～), 2003, 50 min
- Ham Ham Paradi-chu! Hamutarō to Fushigi no Oni no Ehonto (ハムハムぱらだいちゅ！ ハム太郎とふしぎのオニの絵本塔), 2004, 50 min

## Videospiele
In Deutschland erschien Hamtaro: Ham-Hams Unite! für den Game Boy Color, sowie die Game-Boy-Advance-Titel Hamtaro: Rainbow Rescue, Hamtaro: Ham Ham Games und Hamtaro: Ham-Ham Heartbreak. Nur nach Japan und in die USA schaffte es Hamtaro: Ham Ham Challenge für den Nintendo DS.